# Io, robot (Asimov)
Io, robot (I Robot) è una raccolta di racconti di fantascienza di Isaac Asimov, del 1950. Contiene 9 storie scritte fra il 1940 e il 1950, che hanno per protagonisti i robot positronici. Sono basate sul tema delle tre leggi della robotica, sulle loro contraddizioni e le loro apparenti falle. Le storie sono scritte in modo da essere ognuna indipendente dalle altre e hanno un tema che conduce all'interazione fra il genere umano, i robot e la morale, e combinati insieme forniscono un'ampia visione dell'opera di Asimov sulla robotica. È precedente a Il secondo libro dei robot e a Antologia del bicentenario. I racconti principali contenuti in questo libro serviti per lo sviluppo dell'"Universo della Fondazione" sono stati poi riuniti in Tutti i miei robot.

## La storia dell'opera
Nel 1939 la rivista Amazing Stories pubblica il racconto breve Io, robot di Eando Binder, storia che riscuote molto successo e che inaugura l'antologia Adam Link Robot, dal nome del personaggio protagonista. 
Dopo aver letto la storia di Binder, l'allora diciannovenne Asimov trae ispirazione per un racconto con protagonista un robot: nasce così Robbie. Ma l'editore John W. Campbell rifiuta di pubblicare lo scritto, che vede la luce solo dopo un anno, sulla rivista Super Science Stories, grazie a Frederik Pohl. Quest'ultimo però cambia il titolo in Uno strano compagno di giochi (Strange Playfellow), cosa che Asimov non apprezza affatto.
Nel 1950 esce l'antologia Io, robot e comprende i racconti pubblicati fra il 1940 ed il 1950: prende il titolo dal racconto di Eando Binder contro il volere di Asimov, che avrebbe voluto invece chiamarla Mind and Iron. L'autore ne approfitta comunque per rivedere e correggere Uno strano compagno di giochi e per restituirgli il titolo originale di Robbie. Da notare come le due edizioni dello stesso racconto abbiano una grande differenza: nella prima versione sono assenti le tre leggi della robotica che hanno reso famoso Asimov.

## Elenco dei racconti
I titoli seguenti rispettano l'ordine della raccolta, anche se sono stati scritti in date differenti. La traduzione italiana, poi, può subire modifiche a seconda dell'edizione. Asimov in seguito scrisse una serie di articoli presenti tra i racconti come "reminiscenze" di Calvin durante un'intervista, per rendere più coese le storie fra di loro. Queste aggiunte quindi non sono presenti nell'edizione italiana Mondadori (1950), ma solo in quella Bompiani (1963).
| Titolo Originale      | Anno | Titolo Edizione 1950 | Titolo Edizione 1963     |
| --------------------- | ---- | -------------------- | ------------------------ |
| Robbie                | 1940 | Robbie               | Robbie                   |
| Runaround             | 1942 | Circolo vizioso      | Girotondo                |
| Reason                | 1941 | Essere razionale     | Secondo ragione          |
| Catch That Rabbit     | 1944 | Iniziativa personale | Il Robot multiplo        |
| Liar!                 | 1941 | Bugiardo!            | Bugiardo!                |
| Little Lost Robot     | 1947 | Il robot scomparso   | Il piccolo Robot perduto |
| Escape!               | 1945 | Meccanismo di fuga   | Evasione                 |
| Evidence              | 1946 | La prova             | La prova                 |
| The Evitable Conflict | 1950 | Conflitto evitabile  | Il conflitto evitabile   |

## Opere ispirate
- Nel 1977 esce un album musicale di The Alan Parsons Project ispirato a quest'antologia ed intitolato I Robot.
- A quest'antologia è molto liberamente ispirato il film omonimo del 2004 di Alex Proyas con Will Smith, anche se molti degli spunti asimoviani sono reinterpretati in modo considerevole.

## Edizioni
- Isaac Asimov, I, robot, 1950.
- Isaac Asimov, Io, robot, traduzione di Roberta Rambelli, copertina di F. Kelly Freas, Bompiani, 1963,  p. 304.
- Isaac Asimov, Io, robot, collana I Massimi della Fantascienza n° 42, traduzione di Laura Serra, Arnoldo Mondadori Editore, 2004,  p. 271, ISBN 88-04-53410-9.

### Io, robot
- Io, robot (1950), di Isaac Asimov, Mondadori (ISBN 8804519525)

Quando la Terra è dominata da un padrone-macchina... quando i robot sono più umani dell'umanità.
La visione indimenticabile, agghiacciante del futuro, da parte di Isaac Asimov - disponibile finalmente nella sua prima edizione in brossura.»
(Testo sulla quarta di copertina della edizione economica del libro Io, robot)